# ساروجه (مراغه)
ساروجه (مراغه)، روستایی از توابع بخش سراجو شهرستان مراغه در استان آذربایجان شرقی ایران است.

## جمعیت
این روستا در دهستان قوری چای غربی قرار دارد و براساس سرشماری مرکز آمار ایران در سال ۱۳۸۵، جمعیت آن ۱۷۹ نفر (۴۱خانوار) بوده‌است.